# Johann Peter Nesemann
Johann Peter Nesemann (* 1724 in Bahrendorf; † 26. Januar 1802 in Chur) war ein deutsch-schweizerischer Lehrer.

## Leben
Johann Peter Nesemann wurde 1724 in Bahrendorf bei Magdeburg geboren und besuchte die Franckeschen Stiftungen. In den Jahren 1747 bis 1751 studierte er an der Universität Halle Theologie. Nach dem Studium war er als Lehrer der Mägdleinschule der Stiftungen tätig. Ab 1751 war er im Kanton Graubünden Hauslehrer. Ab dem Jahr 1761 war er mit Martin Planta Leiter des Seminars in Haldenstein und ab 1771 Schulleiter des Philanthropinum Schloss Marschlins. Im Jahr 1775 baute er die städtische Schule in Chur auf und leitete sie. 1793 übertrug man ihm auch die Leitung des Philanthropins in Reichenau. Dieses Amt teilte er sich ab 1796 mit Heinrich Zschokke.
Am 26. Januar 1802 starb er in Chur. Er war Pietist und Republikaner, er strebte moderne Pädagogik an und unterrichtete Naturrecht. Er gilt als Wegbereiter der Bündner Kantonsschule.